# Araucaria laubenfelsii
Araucaria laubenfelsii és una espècie de conífera de la família de les araucariàcies (Araucariaceae). Només es troba a Grande Terre, l'illa principal de Nova Caledònia, principalment a les muntanyes del sud, per bé que també hi ha poblacions més petites a les muntanyes del nord.

## Descripció
Araucaria laubenfelsii creix com un arbre columnar perennifoli que pot arribar a fer entre els 10 a 50 m d'alçada. L'escorça és grisa cau en escates de forma irregular o en tires fines. Les branques són una mica retorçades i fan entre 18 a 28 mm de gruix.
En exemplars joves, les fulles són escates i tenen una punta corbada. Poden fer una llargada de 10 a 15 mm. En els exemplars més vells, les fulles en forma d'escala, que es cobreixen entre si com les teules, fan de 12 a 20 mm de llarg i de 8 a 10 mm d'ample i són triangulars amb un extrem superior punxegut o corbat i una nervadura central pronunciada.
Els cons de les flors masculines són de forma cilíndrica, de 12 a 15 cm de llarg i de 2,2 a 2,8 cm de diàmetre. Contenen microseporofil·les triangulars amb dotze sacs pol·línics. Els cons femenins esfèrics fan de 10 a 12 cm de llarg i de 8 a 9 cm de diàmetre. Les bràctees són llargues i erectes de 8-10 mm de llarg; recorbades a les puntes. La llavor fa uns 3 cm de gran i té una ala arrodonida. Les plàntules formen quatre cotiledons.

## Distribució i hàbitat
L'àrea de distribució natural d'Araucaria laubenfelsii es troba al sud de l' illa de Grande Terre, que pertany a Nova Caledònia. Es troba allà al Mont Dzumac, Mont Dou, Mont Kaala, Mont Mou, Mont des Sources i als voltants de Canala.
Araucaria laubenfelsii prospera en altituds d'entre 400 i 1400 m. Habita als vessants i cims de les muntanyes. L'espècie creix en sòls que es desenvolupen sobre roques ultramàfiques. Es troben principalment en màquies i a les selves tropicals més altes. Pot viure fins a 500 anys o més. En alguns llocs, es formen rodals mixtes amb Araucaria biramulata i Araucaria montana.

## Estat de conservació
Araucaria laubenfelsii està catalogada com a "Quasi amenaçada". La mineria a cel obert i les seves activitats associades , com ara la construcció de carreteres i l'abocament de deixalles poden haver afectat subpoblacions al Mont Kaala i les de la zona de Canala. A les parts del sud de la seva distribució, on es troben la majoria de subpoblacions i localitzacions, els incendis forestals i l'augment de la fragmentació associada representen la principal amenaça.

## Taxonomia
Araucaria laubenfelsii va ser descrita per Corbasson i publicat a Addisonia; colored illustrations and popular. . . 8: 467, a l'any 1968.
Etimologia
Araucaria: nom genèric que prové dels araucans.
laubenfelsii: epítet atorgat en honor del botànic estatunidenc David John de Laubenfels.